# سارا نظری
سارا نظری (زادهٔ ۱۸ آبان ۱۳۷۷ در شیراز) بازیکن تیم ملی والیبال زنان ایران است. او از ۱۴سالگی با پست لیبرویی در تیم ملی و لیگ برتر توپ زده‌است که سابقه حضور در تیم‌های برق جدید، پارس، کوثر، نماینده فارس و مس رفسنجان و عضو باشگاه والیبال پیکان تهران است.
او فارغ‌التحصیل رشتهٔ تربیت بدنی از دانشگاه تهران است. او در سال ۱۳۹۳ در پُست «لیبرو» تیم ملی والیبال نوجوانان دختر ایران بازی می‌کرد در سال ۱۳۹۵ مقام نهم آسیا با تیم ملی جوانان دختر زیر ۱۸سال تایلند را بدست آورد.
سارا نظری در رقابت‌های انتخابی المپیک ۲۰۲۰ توکیو نیز در ترکیب تیم ملی والیبال زنان ایران حضور داشت.
او بعد از فارغ التحصیلی از دانشگاه دولتی تهران و کسب مقام اول در لیگ برتر بانوان در سال ۱۴۰۰ به کانادا مهاجرت کرد و به عنوان مربی بدنسازی و گروهی و همچنین دستیار فیزیوتراپیست مشغول به کار است 